# Långviken
För andra betydelser, se Långviken (olika betydelser).
Långviken är en småort i Skellefteå kommun. Den är belägen söder om Skellefteå i Skellefteå socken nordväst om Falmarksträsket.